# Градац-Ступань
Градац-Ступань (серб. Градац-Ступањ / Gradac-Stupanj) — село в общине Биелина Республики Сербской Боснии и Герцеговины. Население составляет 564 человека по переписи 2013 года.
Село образовано в 2012 году по распоряжению властей Республики Сербской «Об образовании населённого пункта Градац-Ступань в составе Града Биелины» (Официальный вестник Республики Сербской, № 91/2012). Ранее территория входила в состав местечка Чачавица-Доня. Состоит из двух районов: Градац и Ступань.